# Gineceu (cambra)
Un gineceu (en grec antic γυναικεῖον literalment «cambra de les dones») o la gineconitis (γυναικωνῖτις, «habitacions de les dones») era una sala, habitació o apartament que posseïen les grans cases de l'antiga Grècia, per a ús exclusiu de les dones de la casa: dones, filles, servents. Preferiblement aquestes estances eren a la segona planta o a la zona més interior. Aquesta sala era la contraposició a l'andró, les sales reservades als homes.
Els grecs donaven aquest nom a l'habitació de les dones que generalment ocupaven la part alta, en un lloc allunyat dels carrers i de les parts obertes de la casa, quedant els pisos baixos per als homes, però en els temps de més cultura, quan les cases van ser construïdes amb més esplendidesa, es reservava a les dones una habitació retirada al mateix pis que els homes. Les cases eren molt espaioses, especialment a les grans ciutats i es dividien en dues parts. L'ocupada pels homes es trobava davant i era anomenada andronitis, la de les dones estava enrere i era el gineceu o gineconitis.
Les dones portaven vida molt allunyada, sortien poc de casa i se les vigilava molt, amb la intenció que fossin pudoroses, dòcils i submises. Per la porta principal s'entrava al thyrorcion, corredor llarg. En un extrem es trobava l'habitació del porter i a l'altre hi havia les cavallerisses. La porta de cada casa estava adornada amb un Apol·lo Lixias i un Hermes o Mercuri. El gineceu estava precedit d'un vestíbul o peristil, és a dir, un pati de columnes i pòrtics, menys al costat del Migdia la porta central, adornada amb anta, espècie de pilastres, donava entrada al pastes, que era un vestíbul petit molt adornat. Del vestíbul es passava per la porta de davant a l'entrada a l'acus, sala on la senyora passava el dia ocupada en les seves tasques. Les portes laterals del vestíbul conduïen al thalamus o dormitori i a l'amphi-thalamus o avantcambra on eren les esclaves. Al voltant del peristil hi havia altres estances per menjar i dormitoris per les esclaves.
Una secció del palau imperial de Constantinoble durant l'Imperi Romà d'Orient es coneixia com a ginaikonitis i estava reservada a les dones. Tenia els seus propis ritus i processons cerimonials, a més de les seves pròpies dinàmiques polítiques.